# بيتي ميلر
بيتي ميلر (بالإنجليزية: Betty Miller)‏ هي طيارة أمريكية، ولدت في 6 أبريل 1926 في فينسيا في الولايات المتحدة، وتوفيت في 21 فبراير 2018 في بونتيفول في الولايات المتحدة.